# Мартино-Лагард, Паскаль
Паска́ль Мартино́-Лага́рд (фр. Pascal Martinot-Lagarde; род. 22 сентября 1991 года) — французский легкоатлет, который специализируется в спринтерском беге с барьерами, бронзовый призёр чемпионата мира 2019 года, 4-кратный призёр чемпионатов мира в помещении (2012, 2014, 2016, 2022), чемпион Европы 2018 года, чемпион Европы в помещении 2015 года, чемпион мира среди юниоров 2010 года. Многократный чемпион Франции.
Его старший брат Тома Мартино-Лагард (род. 1988) также выступал в спринтерском беге с барьерами, был чемпионом Франции, призёром Средиземноморских игр 2013 года.
6 июля 2013 года Паскаль занял второе место на Meeting Areva, установив личный рекорд — 13,12.
Выступал на чемпионате мира 2013 года в Москве, но не смог выйти в финал.
На Олимпийских играх 2016 года занял четвёртое место с результатом 13,29, отстав на 0,05 сек от бронзового призёра Димитри Баску.
На Олимпийских играх 2020 года занял пятое место (лучшее среди европейцев) с результатом 13,16, на 0,06 сек отстав от бронзового призёра.

## Сезон 2014 года
31 мая на Prefontaine Classic стал победителем с результатом 13,13. 11 июня выиграл ExxonMobil Bislett Games — 13,12. 3 июля стал победителем Атлетиссимы с новым личным рекордом — 13,06.
18 июля стал победителем Herculis с новым национальным рекордом — 12,95. Это был второй результат в истории для европейских бегунов, на 0,04 сек хуже рекорда Европы Колина Джексона, установленного в 1993 году. В 2018 году быстрее Мартино-Лагарда также пробежал Сергей Шубенков (12,92).
На предолимпийском чемпионате мира, который проходил в 2019 году в столице Катара Дохе, Паскаль завоевал бронзовую медаль на дистанции 110 метров с барьерами, показав время 13,18 и уступил 8 сотых секунды американскому спортсмену Гранту Холлоуэю.